# Kråkkärret
Kråkkärret (finska: Varissuo) är en stadsdel och förort i östra Åbo i Finland. Stadsdelen ligger nära gränsen till S:t Karins, knappt sju kilometer från Åbo centrum. Kråkkärret är en av de nyaste förorterna i Åbo. Stadsdelen byggdes huvudsakligen i slutet av 1970-talet och i början av 1980-talet. Ännu på 1970-talet var området ett myrområde.

## Historia
De evangelisk-lutherska församlingarna i Åbo, som ägde mark i Kråkkärret, satte i gång planläggningen av området i början av 1960-talet. För att byggandet skulle kunna genomföras behövde detaljplaneområdet huvudsakligen vara i byggherrens ägo. Staden förvärvade mark i området och inledde förhandlingar med församlingarna om markbyte och detaljplaneavtal 1970–1971. I november 1971 undertecknades ett avtal där staden gav församlingarna 55 hektar mark i området. I utbyte fick staden 160 hektar mark på andra ställen i Åbo, såsom i Runosbacken och det nuvarande Studentbyn.
I markbytes- och detaljplaneavtalet fastställdes att området skulle omfatta 135 hektar. Församlingarna behöll 75 hektar mark för bostadstomter, medan staden fick parker, gator och största delen av tomterna för offentliga byggnader.

### Planering
En detaljplaneringstävling för bostadsområdet utlystes, och fram till maj 1972 lämnades 27 förslag in. Av dessa valdes sju till prisgruppen, och tre av dem gick vidare till en finalomgång. Arkitekt Raimo Savolainens förslag "720423" vann tävlingen. Det generalplaneförslag som utarbetats av arkitektbyrån Anja och Raimo Savolainen godkändes av Åbo stadsfullmäktige i september 1974, och detaljplanen fastställdes av inrikesministeriet i februari 1976. Planen följer en "kompaktstad"-stil med stora kvarter av höghus som reser sig i etapper. För varje kvarter byggdes ett tvåvånings parkeringshus. En gångväg löper genom hela området längs den centrala axeln. Trots att byggnaderna skulle vara unika i detaljplanen är de flesta husen typiska för Åbo.

### Byggandet
Byggandet av området började hösten 1975, och de första husen på Hintzagränden stod färdiga våren 1976. Huvudbyggandet fortsatte fram till 1987, och Östra centrums tornhus stod klart 1988. Enligt avtalet mellan Turun Asuntotuotanto Oy och församlingarna delades tomterna upp mellan bostads- och fastighetsbolag som skulle bildas.
Byggplanen för affärscentrumet blev klar 1977, men en ekonomisk nedgång fördröjde byggstarten till 1980. Nedgången ledde också till att fler hyresbostäder byggdes i Kråkkärret än vad som ursprungligen planerats. Från början var avsikten att ungefär hälften av bostäderna skulle ha finansierats privat. Som en följd blev andelen barnfamiljer större än förväntat. Under de första åren fanns tjänsterna i tillfälliga baracker. År 1979 färdigställdes en hälsocentral och affärscentrumet Östra centrum stod klart 1981.

### Kritik
Byggplanerna för Kråkkärret började kritiseras i början av 1980-talet. En del av invånarna motsatte sig den täta bebyggelsen och önskade fler grönområden. År 1982 beslutade fullmäktige att två tomter skulle lämnas obebyggda, och senare fick församlingarna ersättning i form av tomter på andra håll.

## Invånare
Kråkkärrets befolkning uppgick till 9 008 personer år 2019. I Kråkkärret talas över 60 olika språk. År 2019 hade 52 procent av befolkningen ett annat modersmål än finska. 47 procent talade finska och 1 procent svenska.

### Utbildning
År 2018 talade nästan 80 procent av eleverna i de första klasserna på Kråkkärrets lågstadieskolor ett annat modersmål än finska. I skolorna i området har över hälften av alla elever utländsk bakgrund.
I slutet av 2019 talade nästan 90 procent av eleverna på Kråkkärrets skolor ett annat modersmål än finska. Under en skolrundtur som utbildnings-, vetenskaps- och kulturministrarna gjorde 2019, inom ramen för den utbildningspolitiska redogörelsen, riktades kritik mot hur Åbo stads bostadspolitiska beslut påverkat inlärningsnivån, särskilt inlärningen av finska. Eftersom kamratinlärningen av språket minskat, hade modersmålsnivån hos elever som talade finska som sitt första språk försämrats, samtidigt som användningen av engelska hade ökat när elever från olika bakgrunder kommunicerade med varandra. Även elever med invandrarbakgrund, vars första språk inte var finska, önskade att det fanns fler elever i klasserna som hade finska som modersmål. Elevernas val av språk kan också påverka vilken skola eller klass de placeras i, och under skolrundturen uttryckte dåvarande undervisningsminister Li Andersson sin oro över den skevhet i befolkningen som skapats av stadens bostads- och utbildningspolitik samt antagningsområden.

### Invandrare
Invandrarbefolkningens inflyttning till Åbo koncentreras starkast till Kråkkärret, vilket har lett till att förorten kallas en inflyttningszon för invandrare i staden. Det finns flera skäl till att människor flyttar till Kråkkärret, inklusive bostadspolitiska lösningar: invandrare har svårare att få jobb eller har lågavlönade arbeten, och hyresbostäderna i Kråkkärret har ofta varit billigare än i andra områden. De institutioner som ansvarar för bostadsfördelning kan direkt styra invandrare som söker bostad till områden som Kråkkärret. 
Personliga skäl till att flytta till Kråkkärret inkluderar sociala nätverk och områdets rykte i resten av Finland. Kråkkärret är dock inte bara en inflyttningszon, eftersom invandrare ofta även skaffar sin nästa bostad inom Kråkkärret. Icke-finsktalande flyttar mycket oftare inom området. Invandrare uppskattar servicenivån i Kråkkärret, och området har många etniska affärer, invandrarföreningar och religiösa samlingsplatser. Till följd av ökad mångkulturalism har toleransen ökat, särskilt bland de unga.

## Tjänster

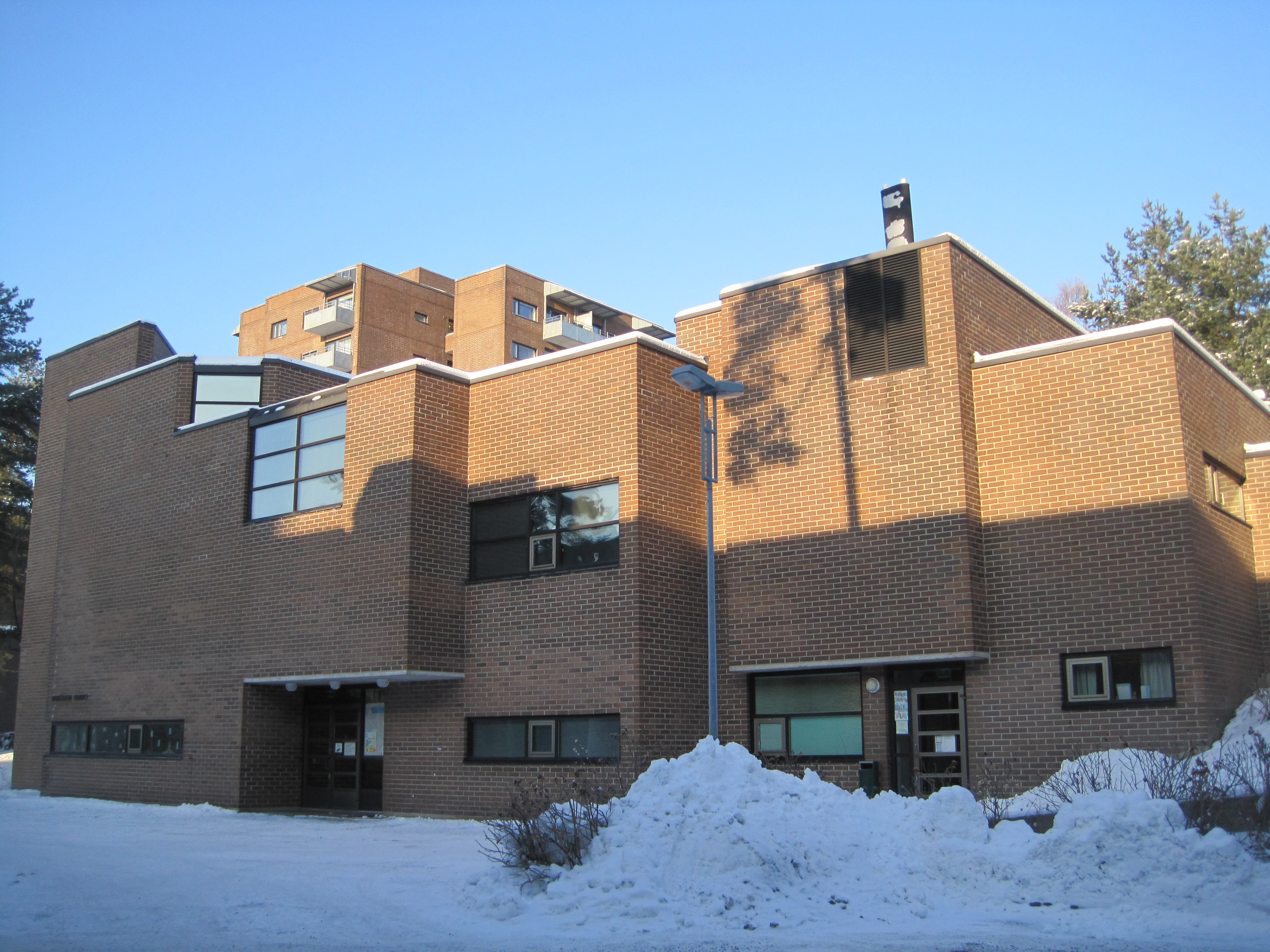
Kråkkärrets kyrka

I Kråkkärret har olika aktörer inom området länge arbetat aktivt för att utveckla stadsdelen. Av alla förorter i Åbo har Varissuo det mest mångsidiga serviceutbudet. I Kråkkärrets köpcentrum finns livsmedelsbutiker, ett bibliotek, socialkontor, Kråkkärrets kyrka, ungdomsgård, kiosk, restauranger, ett postombud, apotek och andra affärer. Andra tjänster i området inkluderar två grundskolor, ett gymnasium, en motionsslinga, fotbollsplaner, tennisbanor och en ishall.
Utöver banktjänster har även exempelvis FPA kontor i Kråkkärret lagts ned.
Från Kråkkärret tar man sig till centrum på under en halvtimme med flera busslinjer, och på vardagar går bussarna med intervaller på mindre än tio minuter.